# Lernvoraussetzungen
Lernvoraussetzungen bezeichnen das bereits Gelernte, auf dem neue Lernprozesse aufbauen können. Sie sind bei jedem Lernenden unterschiedlich ausgeprägt. Der Begriff findet hauptsächlich in der Didaktik des Unterrichts Anwendung.

## Einteilung
Zu den Lernvoraussetzungen zählt alles, was an Kenntnissen, Fertigkeiten, Begriffen, Einstellungen, Motiven, Denkmustern, Verhaltensstrategien und Verhaltensdispositionen bei den Lernenden vorhanden ist, wenn der Unterricht zu einer bestimmten Thematik beginnt.
Grob einteilen kann man die Lernvoraussetzungen in mehrere Teilbereiche:
- familiäre Voraussetzungen
- emotionale Voraussetzungen
- soziale Voraussetzungen
- kulturelle Voraussetzungen
- kognitive Voraussetzungen
- physische Voraussetzungen
- Verhaltensdispositionen
- erworbene Handlungsstrategien

Bei einzelnen Lernenden kann man in der Praxis diese Faktoren annäherungsweise erkennen und die Lernziele des Unterrichts darauf abstimmen. Lernende in Klassenstärke haben jedoch immer unterschiedliche Voraussetzungen, so dass man entweder mit dem kleinsten Konsens beginnt, wohl wissend, einige damit zu unter- bzw. auch zu überfordern oder, was sich in letzter Zeit durchgesetzt hat, man wendet differenzierende Methoden an.

## Beispiel
Als Beispiel zu den oben genannten Punkten sei lediglich einmal vor Augen geführt, dass ein 8-jähriges auf einem Landwirtschaft treibenden Bauernhof aufgewachsenes Kind ein gänzlich anderes Vorwissen beim Thema Vom Ei zum Huhn besitzen mag als ein Stadtkind aus einer Plattenbausiedlung, das Eier möglicherweise nur aus dem Supermarkt kennt. Dieses wiederum besitzt beim Thema Unsere Sprichwörter einen nicht geringen Wissensvorsprung gegenüber einem Kind aus Indien gleichen Alters. Vor jeder neuen Lerneinheit muss sich also die unterrichtende Person Gedanken machen, wo die Lernenden stehen, wo er sie abholen kann.

## Methoden der Erschließung
Durch Erfahrungswissen gelingt es manchen Lehrerinnen und Lehrern, diese Lernvoraussetzungen zu erschließen. Sie spüren, was Kinder oder Schülerinnen und Schüler wohl schon zum Thema können, wissen, denken oder meinen. Systematische Forschungen zu Lernvoraussetzungen stehen noch im Anfang. Die dazu erforderlichen Methoden müssen den intuitiven Methoden einzelner Lehrkräfte angenähert werden und können kaum aus dem Repertoire der quantitativ-empirischen Sozialforschung entnommen werden. Wolfgang Klafki betonte im Rahmen des Marburger Grundschulprojektes, dass Lernvoraussetzungen prinzipiell dynamisch sind. Ihre Gegenstandsgebundenheit macht sie auch situativ.
Das Programm Didaktische Rekonstruktion an der Carl von Ossietzky Universität Oldenburg beansprucht, systematisch die Lernvoraussetzungsforschung zu entwickeln, was dort mit der Schülerperspektive ausgedrückt wird.